# معركة المكلا 2016
معركة تحرير المكلا هي عملية عسكرية لقوات التحالف في اليمن تمت في 24 أبريل 2016 للسيطرة على مدينة المكلا العاصمة الإدارية لمحافظة حضرموت من تنظيم القاعدة في جزيرة العرب،  وهي المرة الأولى التي تتحرك فيها قوات عسكرية إلى المدينة منذ سيطرة تنظيم القاعدة في جزيرة العرب عليها منذ أبريل 2015، وقال مسؤولون يمنيون إن نحو 2000 جندي يمني مدعومين بقوات خاصة سعودية، وإماراتية توغلوا في المكلا وسيطروا على الميناء والمطار، بدعم جوي من طائرات التحالف العربي، وأقاموا نقاط تفتيش في أنحاء متفرقة من المدينة.
وأعلن التحالف أنه قتل أكثر من 800 من مسلحي تنظيم القاعدة في جزيرة العرب، فيما تفيد تقارير أخرى بأن مسلحي القاعدة أنسحبوا بعد اشتباكات طفيفة.

## خلفية
في مطلع شهر أبريل من عام 2015 سيطر مقاتلي تنظيم القاعدة في جزيرة العرب على المدينة، وفي أواخر عام 2015 قامت قوات التحالف في اليمن بتجنيد وتدريب أكثر من عشرة آلاف يمني من أجل الإعداد للمعركة.

## العملية
أعلن التحالف عن العملية في بيان له في صباح يوم 25 أبريل 2016 وأعلن في البيان عن تحرير المدينة ومقتل 800 من القاعدة وانسحاب بقية مقاتلين القاعدة.